# Паракрама Памоварна
Деванг Паракрама Памоварна (*д/н — 1524) — 2-й раджа-алам Пагаруюнга у 1514—1524 роках.

## Життєпис
Відомостей про нього обмаль. Походив з правлячого роду раджанату (князівства) Тебо в регоіні Джамбі. Воював проти Шрі Деваварни, магараджадіраджи Пагаруюнга, якого зрештою повалив 1514 року.
Закріпив принцип управління державою через систему монархів-триумвірів, ставши раджою-аламом (головним правителем). Цей мовірно було пов'язано з не дуже міцним становище в захопленому Пагаруюнзі. Паракрама фактично мав 2 резиденції: тебо і Пагаруюнг. Загинув під час військової кампанії 1524 року в Джамбі. Стосовно сутності ї є різні здогадки: від повстання залежних племен до вторгнення Шрі Деваварни за допомогою ачеських військ. В будь-якому разі Шрі деваварна повернув собі владу.